# Jo Sung-mo
Jo Sung Mo (Hangul: 조성모), nascido em 28 de fevereiro de 1977, é um cantor sul-coreano cuja principal forma musical é a de baladas. Ele estreou em 1998 com uma triste e romântica balada intitulada "To Heaven".

## Prêmios
- 1998 SBS 신인가수상
- 1999 KBS Music Awards 대상
- 1999 SBS 가요대전 대상
- 2000 SBS 가요대전 인기가수상
- 2000 KBS Music Awards Grand Prize
- 2000 Golden Disk Awards 대상
- 2000 KBS Music Awards 청소년부문 최우수상
- 2003 MBC Top 10 Music Festival 10대 가수
- 2005 제20회 Golden Disk Awards 본상

## Discografia

### Álbuns
- 1 - To Heaven, 1998
- 2 - For Your Soul, 1999
- 2.5 - Classic, 2000
- 3 - Let Me Love, 2000
- Zoy Project 1st, 2001
- 4 - No More Love, 2001
- 5 - 가인(歌人), 2003
- 6 - My First, 2005
- 6.5 - Classic 1+1 Grand Featuring, 2005
- 7 - Second Half, 2009
- 7.5- Meet Brave, 2010